# حلمي حباب

من أعمال حلمي حباب - 1354 هـ.

حلمي حباب (1909 - 2000 م) هو خطاط دمشقي.
أخذ الخط عن ممدوح الشريف. اعتُمد حباب لمدة طويلة - وخاصةً بعد وفاة الخطاط محمد بدوي الديراني سنة 1967 م - خطاط الجهات الرسمية في سورية.